# Aloe lineata
Aloe lineata är en grästrädsväxtart som först beskrevs av William Aiton, och fick sitt nu gällande namn av Adrian Hardy Haworth. Aloe lineata ingår i släktet Aloe och familjen grästrädsväxter.

## Underarter
Arten delas in i följande underarter:
- A. l. lineata
- A. l. muirii

## Bildgalleri

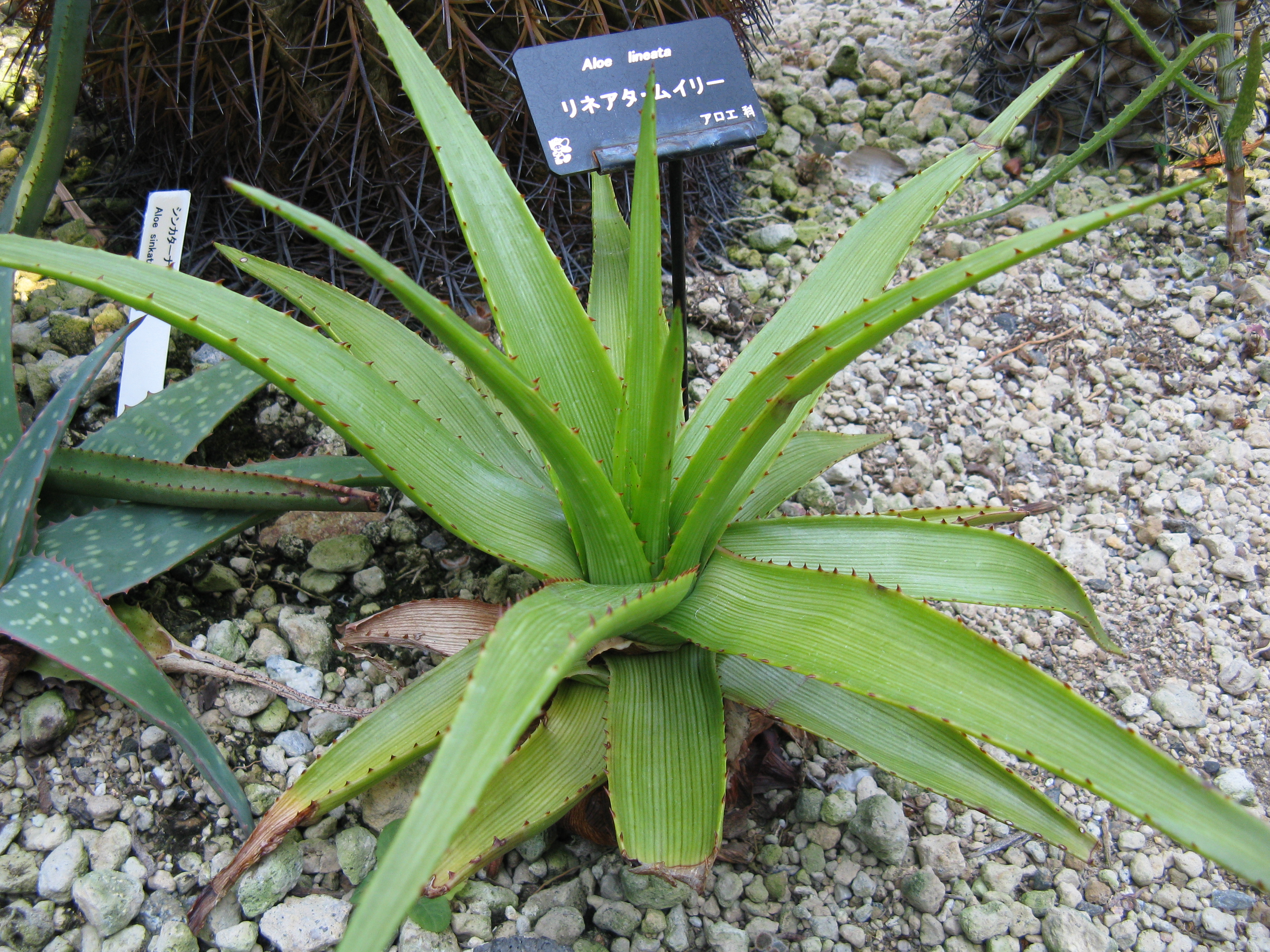
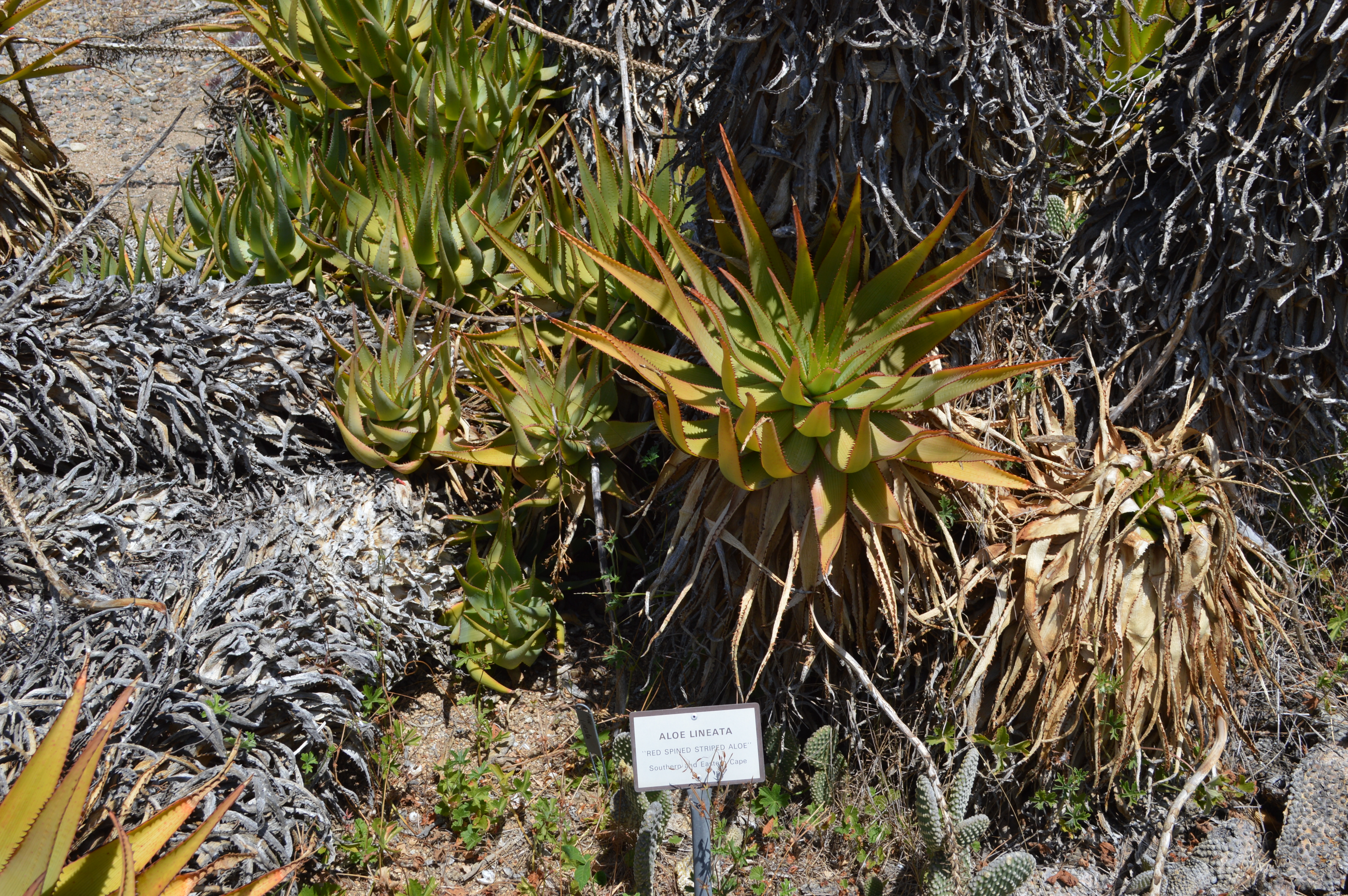
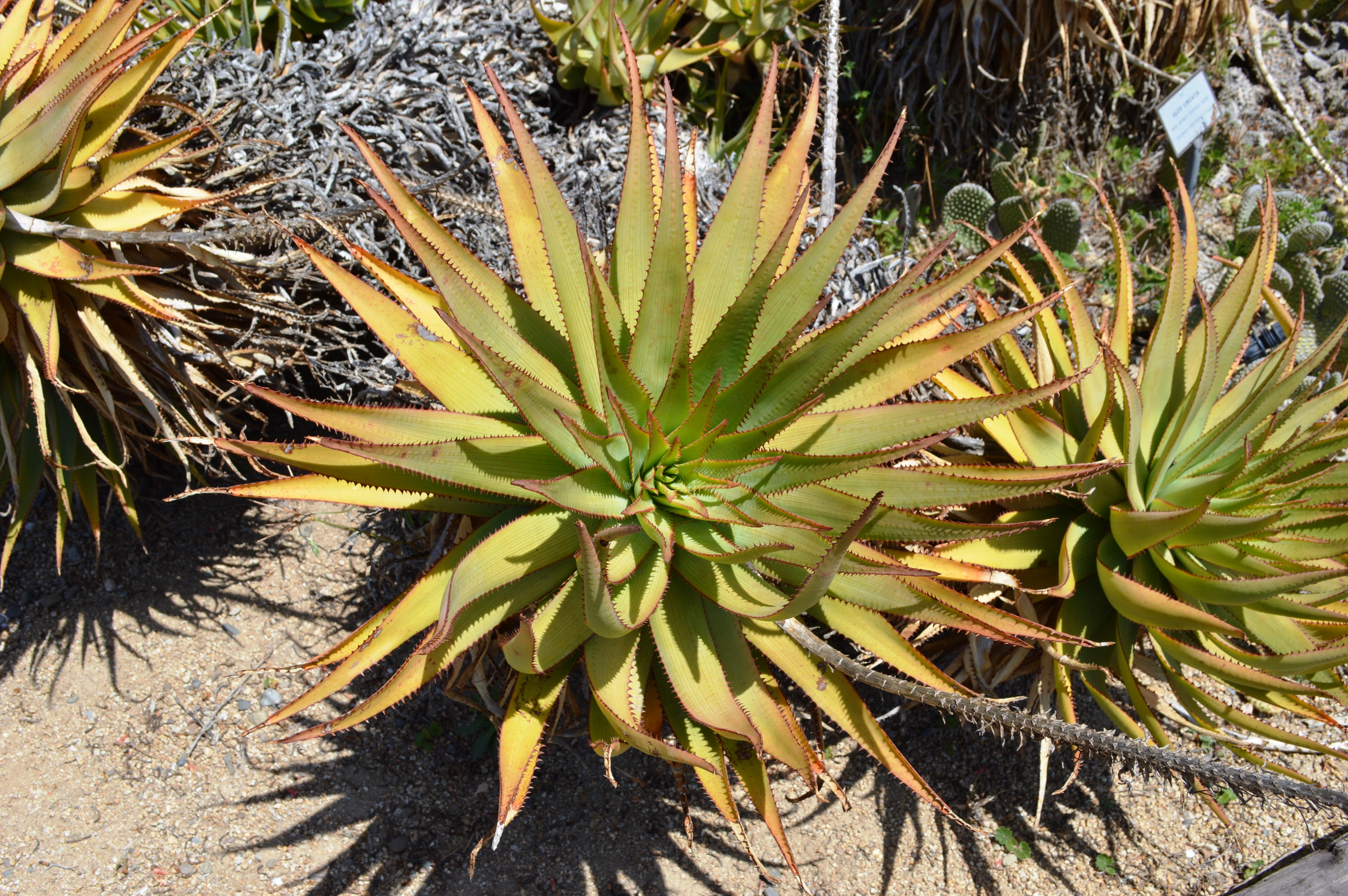
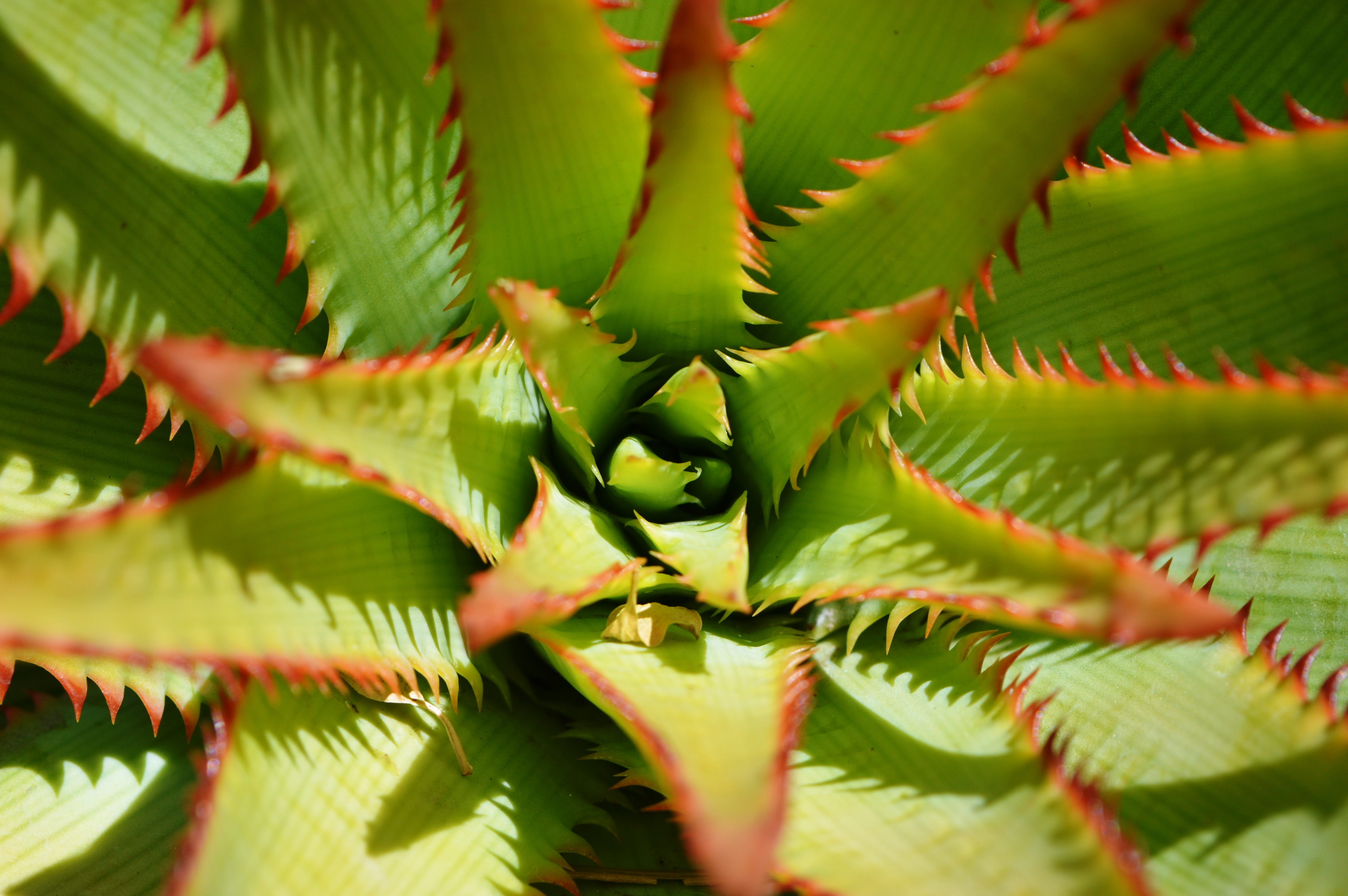
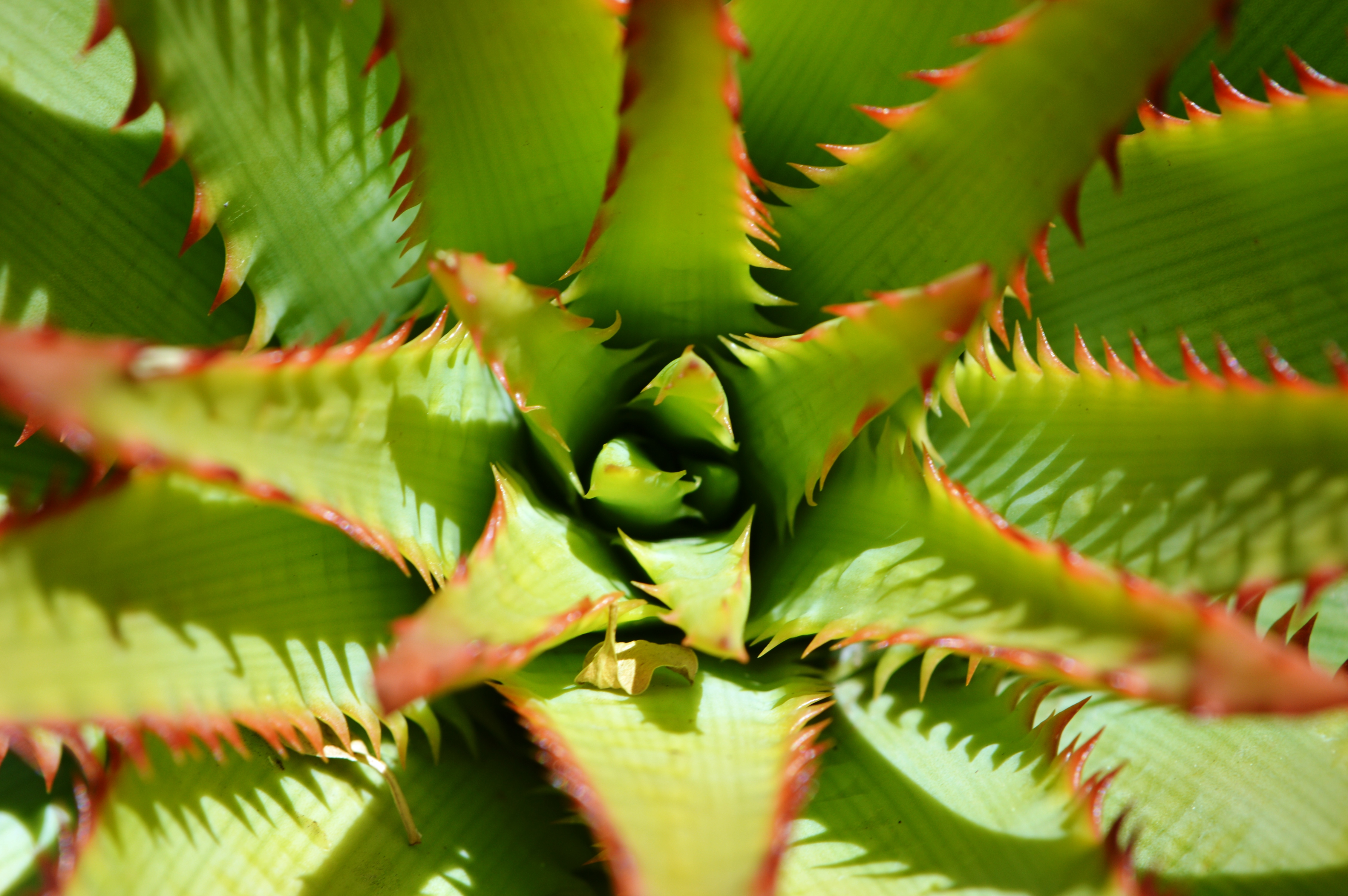